# Deutsche Bundespost
Бундеспочта (Deutsche Bundespost) — бывшая немецкая почтовая организация. Работала с 1950 до 1995 года. Структурно включала в себя главные почтовые дирекции, телевышки. В результате Почтовой реформы № 1 (1989 г.) и Почтовой реформы № 2 (1995 г.) была ликвидирована, а на её базе были созданы акционерные общества «Дойче Пост», «Дойче Телеком» и «Дойче Постбанк».
Deutsche Bundespost была одним из крупнейших работодателей Германии. В 1985 году она имела 543 200 сотрудников. В 1987-1989 гг. учреждению принадлежал телекоммуникационный спутник прямого спутникового телевещания «ТВ-ЗАТ 1» (TV-SAT 1), в 1989-1995 гг. телекоммуникационный спутник прямого спутникового телевещания «ТВ-ЗАТ 2» (TV-SAT 2). В 1983-1995 гг. учреждению принадлежала аналоговая телекоммуникационная сеть «Бильдширмтекст» (Bildschirmtext). Штаб-квартира была расположена в Бонне, Германия.